# 新林镇 (大兴安岭地区)
新林镇，是中华人民共和国黑龙江省大兴安岭地区新林区下辖的一个乡镇级行政单位。

## 行政区划
新林镇下辖以下地区：
林城社区和新民社区。